# OH! ANGEL
「OH! ANGEL」（オー! エンジェル）は、日本のロックバンド・LINDBERG通算6枚目のシングル。1990年11月21日発売。発売元は徳間ジャパンコミュニケーションズ。
オリジナルアルバム『LINDBERG IV』に収録。

## 収録曲
1. OH! ANGEL
作詞:朝野深雪、作曲:平川達也、編曲:LINDBERG・井上龍仁
  - 『LINDBERG IV』トラック12に収録。
  - セイコーエプソンのCFソングに採用され、LINDBERGのメンバーも登場した。
2. NOBODY KNOWS
作詞:渡瀬マキ、作曲:平川達也、編曲:LINDBERG・井上龍仁
  - 『LINDBERG IV』トラック2に収録。
3. OH! ANGEL（カラオケ）

## エピソード
- フジテレビ系列『夢で逢えたら』の「バッハスタジオII〜ホコ天キングへの道〜」コーナーにLINDBERGがゲスト出演。新曲披露を兼ねて当曲を歌唱するも、ボーカル担当の渡瀬マキが本番中に2回も歌詞が飛んでしまった為、その都度ダウンタウンの浜田雅功に怒鳴られながら突っ込まれるというハプニングが発生した。